# Trevor Chadwick
Trevor Chadwick (22. dubna 1907 – 23. prosince 1979) byl britský učitel. Byl jedním z těch, kteří dohlíželi na tzv. Kindertransporty židovských dětí z nacisty ovládaných území do Spojeného království v době před vypuknutím druhé světové války.

## Život
Trevor Chadwick po Wintonově odchodu do Londýna dohlížel na Kindertransporty v Praze. Zatímco Winton v Londýně bojoval s byrokracií ministerstva vnitra a jiných úřadů, tak Trewor Chadwick v Praze řešil traumata jak rodičů tak i jejich dětí z velkého emocionálního zmatku. Byl to právě Trewor Chadwick, kdo začal vypravovat děti podle seznamů vyhotovených Doreen Warrinerovou. Trewor Chadwick byl vedoucím pražské pobočky BCRC,  shromažďoval potřebné dokumenty od rodičů, kteří měli zájem poslat své dítě do Anglie, a vyřizoval u německých okupačních úřadů povolení k vycestování. To vše pod neustálým dohledem gestapa. V roce 1939 Trevor Chadwick cestoval tam a zpět letadlem i vlakem mezi Anglií a Prahou a pomáhal přepravovat několik stovek dětí z nacisty okupovaného Československa a později (po 15. březnu 1939) z Protektorátu Čechy a Morava. Svůj první transport dětí, který zrealizoval, se uskutečnil ve dvacetimístném letadle. Začátkem června 1939, poté co vypravil asi pět transportů, neočekávaně svoji pražskou misi ukončil a „záhadně zmizel“.
Poté, co se po roce 1988 světová veřejnost dozvěděla o úloze Sira Wintona při transportech ohrožených dětí z Prahy do Londýna,  promluvil i Sir Nicholas Winton o důležitosti rolí tehdejších svých pražských spolupracovníků: Trevora Chadwicka, Doreen Warrinerové, Roberta J. Stopforda, Beatrice Wellingtonové, Josephiny Pikeové a Billa Barazettiho. Později Winton zdůraznil, že "Chadwick dělal těžší a nebezpečnější práci po vzniku protektorátu ... a zaslouží si taktéž veškerá ocenění".